# Аухадов Апті Хамзатович
Апті Хамзатович Аухадов  (рос. Апти Хамзатович Аухадов, 18 листопада 1992) — російський важкоатлет, учасник олімпійських ігор.

## Виступи на Олімпіадах
На літніх Олімпійських іграх 2012 року в Лондоні завоював срібну нагороду, якої був позбавлений через чотири роки через те, що в його допінг-пробі були виявлені заборонені препарати.[джерело?]